# Liste der Baudenkmäler im Nürnberger Stadtteil Sankt Lorenz
Diese Liste ist eine Teilliste der Liste der Baudenkmäler in Nürnberg für den Stadtteil St. Lorenz. Grundlage der Liste ist die Bayerische Denkmalliste, die auf Basis des bayerischen Denkmalschutzgesetzes vom 1. Oktober 1973 erstmals erstellt wurde und seither durch das Bayerische Landesamt für Denkmalpflege geführt und aktualisiert wird. Die folgenden Angaben ersetzen nicht die rechtsverbindliche Auskunft der Denkmalschutzbehörde.

## Baudenkmäler im Nürnberger Stadtteil Sankt Lorenz

### A
| Lage                                                        | Objekt                                                                               | Beschreibung | Akten-Nr.       | Bild           |
| ----------------------------------------------------------- | ------------------------------------------------------------------------------------ | --- | --------------- | -------------- |
| Adlerstraße 14 (Standort)                                   | Ehemaliges Kaufmannshaus                                                             | Viergeschossiger Sandsteinquader-Eckbau mit Satteldach und Zinnengiebel, im Kern 15. Jahrhundert | D-5-64-000-15   | weitere Bilder |
| Adlerstraße 15 (Standort)                                   | Fassade                                                                              | Sandsteinfassade mit polygonalem Chörlein, 16./17. Jahrhundert, wiederaufgebaut | D-5-64-000-18   | weitere Bilder |
| Adlerstraße 16 (Standort)                                   | Ehemaliges Kaufmannshaus                                                             | Viergeschossiger massiver giebelständiger Satteldachbau mit Schweifgiebel, im Kern wohl 16. Jahrhundert, barocker Umbau 18. Jahrhundert | D-5-64-000-16   | weitere Bilder |
| Adlerstraße 18, 20 (Standort)                               | Gasthaus                                                                             | Viergeschossiger Satteldachbau, Erdgeschoss Sandstein, Obergeschosse Fachwerk, ursprünglich zwei getrennte Anwesen, dendrochronologisch datiert 1430/31 (Haus Nummer 18) bzw. 1498/99 (Haus Nummer 20), zusammengefasst 1873 | D-5-64-000-17   | weitere Bilder |
| Adlerstraße 21 (Standort)                                   | Fassade                                                                              | Dreigeschossige Sandsteinfassade mit Holzchörlein, spätbarock, 1729 | D-5-64-000-19   | weitere Bilder |
| Adlerstraße 22 (Standort)                                   | Ehemaliges Bankgebäude                                                               | Dreigeschossiger massiver Mansarddachbau, in Formen des späten Jugendstils, nach Plänen von Eugen Drollinger 1909 | D-5-64-000-20   | weitere Bilder |
| Adlerstraße 28 (Standort)                                   | Wohn- und Geschäftshaus                                                              | Langgestreckter viergeschossiger massiver Steildachbau, im Kern 15. Jahrhundert, barocker Umbau 18. Jahrhundert, teilweise Wiederaufbau nach 1945 | D-5-64-000-21   | weitere Bilder |
| Adlerstraße 28 (Standort)                                   | Hausmadonna                                                                          | Wohl 1420/30 | D-5-64-000-21   | weitere Bilder |
| Adlerstraße 36 (Standort)                                   | Ehemaliges Bürgerhaus, heute Wohn- und Geschäftshaus                                 | Teilwiederaufbau eines ehemals dreigeschossigen Bürgerhauses, zweigeschossiger Sandsteinquaderbau mit Pultdach, teilweise verputzt, im Kern mittelalterlich, 1484 aus zwei Häusern zusammengefügt, Umbau 1536 (dendrochronologisch datiert), 18. Jahrhundert, „1927“ (bezeichnet) von Hermann Liersch und nach 1945                                      | D-5-64-000-2793 | weitere Bilder |
| Adlerstraße, am Köpfleinsberg (Standort)                    | Kriegerdenkmal 1870/71                                                               | Treppenanlage mit Siegessäule, Granitsäule bekrönt von Bronzefigur einer Viktoria, nach Entwürfen von Friedrich Wanderer 1873–75 | D-5-64-000-22   | weitere Bilder |
| Am Katharinenkloster 1, 5, 6, Wespennest 4, 6, 8 (Standort) | Ehemaliges Dominikanerinnenkloster St. Katharina: Ruine der ehemaligen Klosterkirche | Gotische Pfeilerbasilika mit Querhaus im Westen, Weihe 1297, 1620 bis Ende des 18. Jahrhunderts Versammlungsraum der Nürnberger Meistersinger, 1921/23 Ausbau als Konzertsaal, 1945 bis auf die Umfassungsmauern zerstört | D-5-64-000-85   | weitere Bilder |
| Am Katharinenkloster 1, 5, 6, Wespennest 4, 6, 8 (Standort) | Ehemaliges Dominikanerinnenkloster St. Katharina: Ehemaliges Konventsgebäude         | Dreigeschossiger Massivbau mit Walmdach, Weihe 1297, südlicher Kreuzgangflügel spätes 15. Jahrhundert, Refektorium um 1511, 1921/23 Umbau zu Museum und Volkshochschule, 1945 bis auf die Umfassungsmauern zerstört, 1978–83 durch Bibliotheksleiter Dr. Fritzsch und Architekt Dr.-Ing. Friedrich Seegy als Erweiterung der Zentralbibliothek ausgebaut | D-5-64-000-85   | weitere Bilder |
| Am Katharinenkloster 1, 5, 6, Wespennest 4, 6, 8 (Standort) | Ehemaliges Dominikanerinnenkloster St. Katharina: Toreinfahrt                        | Mit angrenzender Umfassungsmauer: an der Peter-Vischer-Straße mit Sandsteinfigur der heiligen Katharina (Kopie, Original um 1370/80) | D-5-64-000-85   | weitere Bilder |
| Am Katharinenkloster 6 (Standort)                           | Ehemaliges Städtisches Konservatorium                                                | Mehrteilig gegliedertes Unterrichtsgebäude mit Konzertsaal, zwei- bis dreigeschossiger Stahlbetonbau mit Sichtziegel- bzw. Sandsteinquadermauerungen und flachen Walmdächern, mit Kunst am Bau (z. B. Glasfenster im Treppenhaus, Wandbild im Verbindungsgang, Keramik-Brüstungsfelder der Fassaden), 1955–57 von Wilhelm und Walter Heinz               | D-5-64-000-2381 | weitere Bilder |

### B
| Lage                                                     | Objekt                                                                            | Beschreibung | Akten-Nr.       | Bild                        |
| -------------------------------------------------------- | --------------------------------------------------------------------------------- | --- | --------------- | --------------------------- |
| Bankgasse 9, Findelgasse 10, 12, 14 (Standort)           | Ehemalige Bayerische Staatsbank                                                   | Dreigeschossige, zur Findelgasse fünfgeschossige Vierflügelanlage mit Rasterfassade und flachem Walmdach, mit schmalem dreigeschossigem Anbau an der Findelgasse, 1951 von Sep Ruf, auf Sandstein-Fundamenten des Vorgängerbaus                                                                   | D-5-64-000-2283 | weitere Bilder              |
| Bauhof 5 (Standort)                                      | Verwaltungsbau                                                                    | In der Formensprache der Neurenaissance, langgestreckter zweiflügeliger Sandsteinquaderbau mit flachem Walmdach, rückseitig Sichtziegelmauerwerk, ehemals dreigeschossig, bezeichnet „1883/85“, in jüngerer Zeit um ein Geschoss aufgestockt                                                      | D-5-64-000-163  | weitere Bilder              |
| Bauhof 9 (Standort)                                      | Sogenanntes Baumeisterhaus                                                        | Freistehender dreigeschossiger Sandsteinquaderbau in der Formensprache der Spätrenaissance, steiles Satteldach mit großen Zwerchgiebeln, 1615 von Jakob Wolff dem Jüngeren als Amtsgebäude des Stadtbaumeisters errichtet, Erdgeschoss-Saal mit schwerer Barockstuckdecke, spätes 17. Jahrhundert | D-5-64-000-164  | weitere Bilder              |
| Breite Gasse 25, 27 (Standort)                           | Geschäftshaus, ehemalige Fränkische Verlagsanstalt und Buchdruckerei              | Anlage aus Vorderhaus und Rückgebäude mit Innenhof, nach Plänen von Mathias Fahrnholz 1908 erbaut, Vorderhaus: dreigeschossiger Sandsteinbau mit Fassadenreliefs und Zwerchgiebel | D-5-64-000-2289 | weitere Bilder              |
| Frauengasse 12 (Standort)                                | Geschäftshaus, ehemalige Fränkische Verlagsanstalt und Buchdruckerei, Rückgebäude | Um Innenhof gruppierter dreigeschossiger massiver Satteldachbau | D-5-64-000-2289 | weitere Bilder              |
| Breite Gasse 47, Frauengasse 16, Krebsgasse 8 (Standort) | Ehemalige Zivilschutzanlage                                                       | Zweigeschossiger Atomschutzbunker, geplante Mehrzweckanlage, aus Stahlbeton, 1966 bis 1977; mit Ausstattung (nicht öffentlich zugänglich) | D-5-64-000-2857 | Ehemalige Zivilschutzanlage |
| Breite Gasse 56 (Standort)                               | Wohn- und Geschäftshaus                                                           | Viergeschossiger Sandsteinbau, verputzt, Satteldach mit Dacherker, rückwärtig Laubengang und Treppenturm mit Spindeltreppe, im Kern 16. Jahrhundert, dendrochronologisch datiert 1574, verändert im 19. Jahrhundert                                                                               | D-5-64-000-245  | weitere Bilder              |
| Brunnengasse 55 (Standort)                               | Ehemaliges Kontor                                                                 | Dreigeschossiges Rückgebäude, massiv und Fachwerk, verputzt, dendrochronologisch datiert 1416, mit Vorderhaus zusammengefasst 1836 | D-5-64-000-245  | weitere Bilder              |
| Breite Gasse 58, 60 (Standort)                           | Wohn- und Geschäftshaus                                                           | Viergeschossiges Doppelhaus, Sandsteinbau mit Zwerchgiebeln und reichem Reliefschmuck, neubarock von Jugendstilformen beeinflusst, nach Plänen von Conrad Schultheiß 1902/04 | D-5-64-000-246  | weitere Bilder              |
| Brunnengasse 57, 59 (Standort)                           | Ehemaliges Kontor                                                                 | Dreigeschossiges Rückgebäude mit reichen Portalen, Sandstein und Ziegelstein, wohl um 1900 | D-5-64-000-246  | weitere Bilder              |
| Breite Gasse 81 (Standort)                               | Wohn- und Geschäftshaus                                                           | Viergeschossiger Sandsteinbau mit Satteldach, reicher Fassadenschmuck mit Motiven aus Gotik, Neurenaissance und Barock, Relieftondo mit Bildnis des Johann Georg Goll, 1901 | D-5-64-000-247  | weitere Bilder              |

### D
| Lage                                     | Objekt   | Beschreibung                                    | Akten-Nr.      | Bild     |
| ---------------------------------------- | -------- | ----------------------------------------------- | -------------- | -------- |
| Dr.-Kurt-Schumacher-Straße 25 (Standort) | Chörlein | Sandstein, barock, bezeichnet „1668“; an Neubau | D-5-64-000-373 | Chörlein |

### E
| Lage                          | Objekt    | Beschreibung | Akten-Nr.       | Bild           |
| ----------------------------- | --------- | --- | --------------- | -------------- |
| Engelhardsgasse 27 (Standort) | Mietshaus | Viergeschossiger massiver Traufseitbau mit Satteldach, dreiseitigem Fassadenerker und Giebel mit Spitzbogenblenden, zugehörig L-förmiger Rückflügel, von Hans Müller, 1910/11 | D-5-64-000-2420 | weitere Bilder |

### F
| Lage                                                                                          | Objekt | Beschreibung | Akten-Nr.       | Bild           |
| --------------------------------------------------------------------------------------------- | --- | --- | --------------- | -------------- |
| Färberstraße 5 (Standort)                                                                     | Ehemaliges Bürgerhaus | Dreigeschossiger Satteldachbau mit Sandsteinquaderfassade, im Kern 15. Jahrhundert, dendrochronologisch datiert 1412, verändert im 19./20. Jahrhundert | D-5-64-000-2300 | weitere Bilder |
| Färberstraße 17 (Standort)                                                                    | Ehemaliges Bäckeranwesen | Dreigeschossiger Sandsteinquadereckbau mit Satteldach, Volutengiebel, bossierten Ecklisenen und Gesimsgliederung, barocke Ornamentierung, bezeichnet „1680“, „1749“ und „1907“, teilweise wiederaufgebaut nach 1945                                                                         | D-5-64-000-444  | weitere Bilder |
| Färberstraße 35, 37, 39 (Standort)                                                            | Brauerei | Dreigeschossiger zweiflügeliger Sandsteinquaderbau mit Satteldach, 1849/50 | D-5-64-000-445  | weitere Bilder |
| Färberstraße 35, 37, 39 (Standort)                                                            | Postillonsfigur | Farbig gefasst, von Philipp Kittler 1926 | D-5-64-000-445  | weitere Bilder |
| Färberstraße 41 (Standort)                                                                    | Ehemalige Brauerei, jetzt Wohn- und Geschäftshaus                                                                                  | Dreigeschossiger Sandsteinquaderbau mit Mansarddach und Zwerchhaus, im Kern 19. Jahrhundert, umfassender Umbau und Aufstockung mit Formen der Neurenaissance im Nürnberger Stil nach Plänen von Ochsenmayer & Wißmüller 1903                                                                | D-5-64-000-446  | weitere Bilder |
| Färberstraße 48 (Standort)                                                                    | Ehemaliges Handwerkerhaus | Dreigeschossiger massiver Eckbau, Satteldach mit Zwerchhaus, 18. bis 19. Jahrhundert | D-5-64-000-447  | weitere Bilder |
| Färberstraße 50 (Standort)                                                                    | Bürgerhaus | Dreigeschossiger traufseitiger Satteldachbau mit Dacherker, um 1560 erbaut, umfassender Umbau 1881 | D-5-64-000-2462 | weitere Bilder |
| Färberstraße; Färbertor; Färberplatz 29; nördliche Kreuzung Kurt-Schumacher-Straße (Standort) | Sandsteinbrücke | Zweijochig, im Zuge der sogenannten vorletzten Stadtumwallung, bezeichnet „1637“ | D-5-64-000-443  | weitere Bilder |
| Findelgasse 7 (Standort)                                                                      | Ehemalige Handelsschule bzw. Hochschule für Wirtschafts- und Sozialwissenschaften, jetzt Universität Erlangen-Nürnberg: Westflügel | Als städtische Volksschule im Neu-Nürnberger-Stil 1900/1901 (bezeichnet „1901“) nach Plänen des Städtischen Bauamtes (Georg Kuch) errichtet, viergeschossiger zweiflügeliger Sandsteinquaderbau mit steilem Walmdach, Umbauten 1939, nach Kriegsschäden 1950/52 vereinfacht wiederaufgebaut | D-5-64-000-2447 | weitere Bilder |
| Findelgasse 9 (Standort)                                                                      | Ehemalige Handelsschule bzw. Hochschule für Wirtschafts- und Sozialwissenschaften, jetzt Universität Erlangen-Nürnberg: Ostflügel  | Neubau der Hochschule, viergeschossiger Stahlbeton-Rasterbau mit Flachdach, Hörsaal im Erdgeschoss nach Osten aus der Bauflucht gezogen, die drei Obergeschosse nach Norden über die Pegnitz auskragend, 1952/54 nach Planung von Peter Baumgärtl                                           | D-5-64-000-2447 | weitere Bilder |
| Frauentormauer 17, bei Turm Rotes B (Standort)                                                | Ölberg | Ursprünglich nordseitig der St.-Lorenz-Kirche aufgestellt, Sandsteinbau mit reichem spätgotischem Maßwerk, zweite Hälfte 15. Jahrhundert, in der Art des Adam Kraft | D-5-64-000-2727 | weitere Bilder |
| Frauentormauer 82 (Standort)                                                                  | Ehemaliges Gartenhaus | Viergeschossiger massiver Bau, im Kern 17./18. Jahrhundert, im 19. Jahrhundert ausgebaut und aufgestockt | D-5-64-000-501  | weitere Bilder |

### G
| Lage                             | Objekt                                             | Beschreibung | Akten-Nr.      | Bild           |
| -------------------------------- | -------------------------------------------------- | --- | -------------- | -------------- |
| Gewerbemuseumsplatz 2 (Standort) | Landesgewerbeanstalt Bayern und Kunstgewerbemuseum | Vierflügelanlage mit Mansardwalmdach, neubarocke Schlossarchitektur mit Innenhof, Sandsteinquaderbau mit drei Hauptgeschossen und Mezzanin über dem Erdgeschoss, reich gegliederte Fassaden mit Mittel- bzw. Eckrisaliten, reiche Portalarchitektur, 1892–96 von Theodor von Kramer, Figurengalerie der Attika von Joseph Kramer | D-5-64-000-615 | weitere Bilder |

### H
| Lage | Objekt                    | Beschreibung | Akten-Nr.      | Bild           |
| --- | ------------------------- | --- | -------------- | -------------- |
| Hallplatz 2 (Standort) | Ehemalige Mauthalle       | Langgestreckter dreigeschossiger Sandsteinbau mit fünfgeschossigem Steildach, von Hans Beheim dem Älteren 1498–1502, wiederaufgebaut 1951–53 | D-5-64-000-710 | weitere Bilder |
| Hefnersplatz (Standort) | Peter-Henlein-Brunnen     | Brunnenbecken und Bronzefigur des Erfinders der Taschenuhr Peter Henlein, nach Entwurf von Max Meißner 1905 | D-5-64-000-740 | weitere Bilder |
| Hefnersplatz 6 (Standort) | Ehemaliges Handwerkerhaus | Viergeschossiger massiver traufständiger Satteldachbau, im Kern zweite Hälfte 16. Jahrhundert | D-5-64-000-736 | weitere Bilder |
| Hefnersplatz 7 (Standort) | Geschäftshaus             | Viergeschossiger Satteldachbau, massiv und Eisenkonstruktion, Fassadenornamentierung in späten Jugendstilformen, nach Plänen von Hans Ebert 1910/12 errichtet | D-5-64-000-737 | weitere Bilder |
| Hefnersplatz 8 (Standort) | Wohn- und Geschäftshaus   | Viergeschossiger Sandsteinquaderbau, Steildach mit Dacherker, im Kern zweite Hälfte 16. Jahrhundert, bezeichnet „1638“ | D-5-64-000-738 | weitere Bilder |
| Hefnersplatz 10; Josephsplatz 19 (Standort) | Wohn- und Geschäftshaus   | Fünfgeschossiges um Innenhof gruppiertes Anwesen, Sandsteinquaderbau mit Mansarddach und malerischer Fassadengestaltung mit turmähnlichem Chörlein (am Josephsplatz 19), in Formen der Nürnberger Renaissance nach Plänen von Ochsenmayer & Wißmüller 1899/1901 errichtet                                                     | D-5-64-000-929 | weitere Bilder |
| Hintere Ledergasse 25 (Standort) | Bürgerhaus                | Viergeschossiger traufseitiger Satteldachbau, massiv und Fachwerk, verputzt, im Kern 17. Jahrhundert, Aufzugserker 18./19. Jahrhundert, biedermeierliche Haustür um 1840 | D-5-64-000-775 | weitere Bilder |
| Hintere Ledergasse 26; Hutergasse 4 (Standort) | Bürgerhaus                | Viergeschossiger Sandsteinquadereckbau mit Gesimsgliederung und Walmdach, spätklassizistisch, um 1860 | D-5-64-000-776 | weitere Bilder |
| Hintere Ledergasse 27 (Standort) | Wohnhaus                  | Dreigeschossiger Steildachbau in Ecklage, massiv mit Fachwerkobergeschoss, im Kern 17. Jahrhundert, Giebelerker 19. Jahrhundert | D-5-64-000-777 | BW             |
| Hintere Ledergasse 31 (Standort) | Ehemaliges Gerberhaus     | Viergeschossiger traufseitiger Sandsteinquaderbau mit Steilsatteldach und Fachwerk-Aufzugserker, zweite Hälfte 16. Jahrhundert | D-5-64-000-778 | weitere Bilder |
| Hintere Ledergasse 37 (Standort) | Ehemaliges Gerberhaus     | Viergeschossiger Frackdachbau, im Kern Fachwerkbau des 15. Jahrhunderts, massiver Umbau um 1840 | D-5-64-000-780 | weitere Bilder |
| Hintere Ledergasse 39 (Standort) | Ehemaliges Gerberhaus     | Viergeschossiger massiver Satteldachbau, im Kern 17. Jahrhundert, verändert im 18. und 19. Jahrhundert, erneuert nach 1945 | D-5-64-000-781 | BW             |
| Hintere Ledergasse 41 (Standort) | Ehemaliges Gerberhaus     | Großer viergeschossiger Massivbau mit Satteldach, bezeichnet „1671“, ehemaliger Trockenboden des dritten Obergeschosses 1889 ausgebaut, nach Kriegsschaden Dach 1946 erneuert | D-5-64-000-782 | weitere Bilder |
| Hintere Ledergasse 41 (Standort) | Rückgebäude               | Ehemaliges Werkstatt- und Lagergebäude, zweigeschossiger Pultdachbau, im Kern 1671, weitgehender Neubau 1889 | D-5-64-000-782 | BW             |
| Hintere Ledergasse 43 (Standort) | Ehemaliges Gerberhaus     | Breiter viergeschossiger Satteldachbau, massiv und Fachwerk, nach Brandzerstörung 1645 neu errichtet 1697, Umbau der oberen beiden Stockwerke 1851, mit Seitenflügel | D-5-64-000-783 | weitere Bilder |
| Hintere Ledergasse 44; Karl-Grillenberger-Straße 3; Karl-Grillenberger-Straße 3a; Karl-Grillenberger-Straße; Dr.-Kurt-Schumacher-Straße (Standort) | Ehemaliges Arbeitsamt     | Langgestreckter dreigeschossiger Sandsteinquaderbau mit Steildach, nach Planung von Otto Ernst Schweizer 1926–29 errichtet, Kopfbau verändert wiederaufgebaut, bezeichnet „1947“, an der Fassade zur Hinteren Ledergasse: Inschrift, bezeichnet „1484“ (zusätzlich bezeichnet „1924“), und Wappenkartusche, bezeichnet „1620“ | D-5-64-000-946 | weitere Bilder |
| Hintere Ledergasse 44; Karl-Grillenberger-Straße 3; Karl-Grillenberger-Straße 3a; Karl-Grillenberger-Straße; Dr.-Kurt-Schumacher-Straße (Standort) | Arbeiterfigur             | Sandstein, Johannes Müller, 1929 | D-5-64-000-946 | weitere Bilder |
| Hutergasse 6 (Standort) | Wohnhaus                  | Viergeschossiger Eckbau mit abgewalmtem Satteldach, Sandstein und Fachwerk, im Kern 17. Jahrhundert, umgebaut 1831 | D-5-64-000-852 | weitere Bilder |
| Hutergasse 7 (Standort) | Ehemaliges Gerberhaus     | Viergeschossiger Satteldachbau, Sandstein und Fachwerk, Dacherker, im Kern spätes 16. Jahrhundert | D-5-64-000-853 | weitere Bilder |
| Hutergasse 8 (Standort) | Ehemaliges Gerberhaus     | Viergeschossiger Fachwerkbau mit Pultdach und verschindeltem Fachwerkzwerchhaus mit Satteldach, Erdgeschoss und Fassade des ersten Obergeschosses Sandstein, errichtet 2. Hälfte 16. Jahrhundert, durch Feuer zerstört 1645, wiederaufgebaut 1733, Umbau bezeichnet 1909                                                      | D-5-64-000-854 | weitere Bilder |

### J
| Lage                                          | Objekt                                                                                      | Beschreibung | Akten-Nr.       | Bild           |
| --------------------------------------------- | ------------------------------------------------------------------------------------------- | --- | --------------- | -------------- |
| Jakobsplatz 1 (Standort)                      | Evangelisch-lutherische Pfarrkirche St. Jakob, ehemalige Deutschordenskirche                | Gotischer kreuzrippengewölbter Ostchor, erste Hälfte 14. Jahrhundert, Langhaus mit Holzdecke, vermutlich 1409, grundlegende neugotische Renovierung durch Karl Alexander von Heideloff 1824, Wiederaufbau 1945–1962; mit Ausstattung                                                                                     | D-5-64-000-893  | weitere Bilder |
| Jakobsplatz 3 (Standort)                      | Wohn- und Geschäftshaus                                                                     | Viergeschossiger Sandstein-Eckbau mit flachem Walmdach, mit reicher Neubarockfassade nach Plänen von Franz Xaver Ruepp errichtet, bezeichnet „1888/89“ | D-5-64-000-1240 | weitere Bilder |
| Jakobsplatz 5 (Standort)                      | Ehemaliger Kornspeicher der ehemaligen Deutschordenskommende                                | Zweigeschossiger Sandsteinquaderbau mit Steildach, wohl von Hans Beheim dem Älteren, bezeichnet „1516“, mit dreigeschossigem Flügelbau | D-5-64-000-1239 | weitere Bilder |
| Jakobsplatz 7 (Standort)                      | Katholische Pfarrkirche St. Elisabeth                                                       | Zentralbau mit hoher Kuppel und Seitenflügeln, klassizistisch, nach Entwurf von Ferdinand Lipper 1789–1805, Endausbau durch Franz Brochier 1902/03, Wiederherstellung nach Kriegszerstörung 1947–50; mit Ausstattung | D-5-64-000-1238 | weitere Bilder |
| Jakobsplatz 7 a (Standort)                    | Teile des östlichen Spitalflügels der ehemaligen Deutschordenskommende, heute Geschäftshaus | Eckbau mit Pavillonvorbau, dreigeschossiger Sandsteinquaderbau mit Walmdach, nach Plänen von Franz Michael Ignaz Neumann 1780–82 errichtet | D-5-64-000-894  | weitere Bilder |
| Jakobsplatz 17, an Pfarrhausneubau (Standort) | Hausmadonna                                                                                 | Farbig gefasste Sandsteinfigur, von Johannes Göschel, rückwärtig bezeichnet „1908“, Kopie einer Holzfigur des späten 16. Jahrhunderts (heute im Germanischen Nationalmuseum) | D-5-64-000-895  | weitere Bilder |
| Jakobstraße 34 (Standort)                     | Bürgerhaus                                                                                  | Schmaler dreigeschossiger Traufseitbau mit Satteldach und breitem Zwerchhaus mit Dreiecksgiebel, westliche Giebelwand Fachwerk, dendrochronologisch datiert 1448, Umbau Mitte 19. Jahrhundert | D-5-64-000-2451 | weitere Bilder |
| Jakobstraße 50 (Standort)                     | Wohn- und Geschäftshaus                                                                     | Viergeschossiger massiver verputzter Eckbau mit Zwerchhaus und rückwärtigem Treppenturm, in Neurenaissanceformen um 1895 erbaut, Inschrift: bezeichnet „1698“ | D-5-64-000-896  | weitere Bilder |
| Johannesgasse 51 (Standort)                   | Ehemaliges Handwerkerhaus                                                                   | Dreigeschossiger Traufseitbau mit Satteldach und Zwerchhaus, Erd- und erstes Obergeschoss massiv verputzt, zweites Obergeschoss freigelegtes Fachwerk, im Kern zwei Fachwerkhäuser wohl des 16. Jahrhunderts, 1865 massiv umgebaut und in einem Baukörper vereinigt                                                      | D-5-64-000-903  | weitere Bilder |
| Johannesgasse 53; Johannesgasse 55 (Standort) | Ehemaliges Handwerkerhaus                                                                   | Dreigeschossiger Traufseitbau mit Satteldach, im Kern zwei Häuser des 15. Jahrhunderts (1452/59 dendrochronologisch datiert), Stockwerksbauten mit freigelegten Fachwerkobergeschossen, seit 1872 zu einem Anwesen vereinigt, Erdgeschoss massiv erneuert, Umbauten und Giebeldacherker des 18. Jahrhunderts und 1872/76 | D-5-64-000-904  | weitere Bilder |
| Johannesgasse 59 (Standort)                   | Ehemaliges Handwerkerhaus                                                                   | Dreigeschossiger Traufseitbau mit Satteldach, im Kern Stockwerksbau wohl des späten 14./frühen 15. Jahrhunderts (1393 dendrochronologisch datiert), Umbauten des späten 16. Jahrhunderts (1583 dendrochronologisch datiert), Fachwerkobergeschosse auf massiv erneuertem Sandsteinquadersockel, Giebeldacherker um 1872  | D-5-64-000-905  | weitere Bilder |
| Josephsplatz 1; Kaiserstraße 41 (Standort)    | Geschäftshaus                                                                               | Viergeschossiger massiver Steildachbau mit stattlichem Seitenflügel, an der Nord- und Südseite Sandsteinerker, bezeichnet „1314“/„1707“/„1906“, mit Bauteilen des Vorgängerbaus errichtet nach Plänen von Theodor Eyrich, 1906, wiederaufgebaut 1946–1953                                                                | D-5-64-000-926  | weitere Bilder |
| Josephsplatz 13 (Standort)                    | Wohn- und Geschäftshaus                                                                     | Viergeschossiger Sandsteinquaderbau mit Steildach, 1833 errichtet | D-5-64-000-927  | weitere Bilder |
| Josephsplatz 15 (Standort)                    | Wohn- und Geschäftshaus                                                                     | Viergeschossiger Sandsteinquaderbau mit Satteldach, in Formen der Neurenaissance nach Plänen von Theodor Eyrich 1874/75 errichtet, teilweise wiederaufgebaut 1954 | D-5-64-000-928  | weitere Bilder |
| Josephsplatz 24 (Standort)                    | Wohn- und Geschäftshaus                                                                     | Viergeschossiger Sandsteinquaderbau, Satteldach mit Zwerchhaus, neugotisch, 1850/60, im Kern wohl älter, mit rückwärtigem viergeschossigem Flügel | D-5-64-000-930  | weitere Bilder |
| Josephsplatz 32 (Standort)                    | Bürgerhaus                                                                                  | Viergeschossiger traufständiger Satteldachbau, im Kern spätmittelalterlich, barockisiert spätes 17./frühes 18. Jahrhundert, 1871 verändert und erweitert, teilweise wiederaufgebaut nach 1945 | D-5-64-000-931  | weitere Bilder |

### K
| Lage                                                                                              | Objekt | Beschreibung | Akten-Nr.       | Bild           |
| ------------------------------------------------------------------------------------------------- | --- | --- | --------------- | -------------- |
| Kaiserstraße 8 (Standort)                                                                         | Heiligenfigur | Vermutlich Jakobus Maior, Stein, farbig gefasst, wohl zweite Hälfte 16. Jahrhundert | D-5-64-000-937  | weitere Bilder |
| Kaiserstraße 36 (Standort)                                                                        | Geschäftshaus | Malerischer dreiseitiger Gruppenbau, viergeschossiger Sandsteinquaderbau mit Walm- und Satteldächern, Neurenaissance, von Hans Müller, bezeichnet „1907“, teilweise wiederaufgebaut von Kappler 1946 | D-5-64-000-938  | weitere Bilder |
| Kaiserstraße 38 (Standort)                                                                        | Ehemaliges Büro- und Geschäftshaus, jetzt Wohn- und Geschäftshaus                                                   | Dreiseitig freistehender, viergeschossiger Satteldachbau mit Sandsteinerdgeschoss und Gesimsgliederung, mit Hausfigur der Glücksgöttin Fortuna, von Wilhelm Schlegtendal, 1949 | D-5-64-000-4040 | weitere Bilder |
| Kappengasse 16 (Standort)                                                                         | Wohnhaus | Dreigeschossiger Sandsteinquaderbau mit zwei hintereinander gestaffelten Satteldächern, Obergeschosse zum Teil Fachwerk, barock, bezeichnet „1676“, teilweise wiederaufgebaut zweite Hälfte 20. Jahrhundert | D-5-64-000-943  | weitere Bilder |
| Karl-Grillenberger-Straße 1; Karl-Grillenberger-Straße 1 b; Mühlgasse 20; Mühlgasse 22 (Standort) | Verwaltungsbau der Allgemeinen Ortskrankenkasse                                                                     | Vielgliedriger Gruppenbau mit viergeschossigem Mittelpavillon und dreigeschossigen Seitenflügeln, Sandsteinquaderbauten mit Walmdach, neubarock, nach Plänen von Hans Müller, bezeichnet „1923/24“ | D-5-64-000-945  | weitere Bilder |
| Karolinenstraße 2 (Standort)                                                                      | Ehemaliger Wohnturm und Ministerialensitz, sogenanntes Nassauer Haus                                                | Fünfgeschossiger Turmbau mit hohem Walmdach, bis erstes Obergeschoss im Kern romanisch, Ende 12./Anfang 13. Jahrhundert, ab zweitem Obergeschoss 1421/23 und 1431/37, mit An- und Ausbauten des 15. Jahrhunderts | D-5-64-000-952  | weitere Bilder |
| Karolinenstraße 51 (Standort)                                                                     | Fassade eines Geschäftshauses                                                                                       | Viergeschossige Betonfassade mit Pilastergliederung in den Obergeschossen und geschwungenen Zwerchhäusern mit Schweifgiebeln, dekorativer Spätjugendstil mit skulpturalem Schmuck, nach Plänen von Hans Beitter, 1911/12 | D-5-64-000-954  | weitere Bilder |
| Karolinenstraße 55 (Standort)                                                                     | Wohn- und Geschäftshaus                                                                                             | Viergeschossiger Sandsteinbau mit turmähnlichem Eckerker, Mansarddach mit Blendgiebel, im Neu-Nürnberger-Stil nach Plänen von Ochsenmayer & Wißmüller 1902 errichtet, teilweise wiederaufgebaut nach 1945 | D-5-64-000-955  | weitere Bilder |
| Karolinenstraße 57 (Standort)                                                                     | Geschäftshaus | Viergeschossiger Sandstein-Eckbau mit Steildach, im Stil der Nürnberger Neurenaissance nach Plänen von Emil Hecht 1902 errichtet, teilweise wiederaufgebaut nach 1945 | D-5-64-000-956  | weitere Bilder |
| Kartäusergasse 1, 7, 11, Frauentormauer 34, 36, Grasersgasse 4, 8, 10, Kornmarkt 1 (Standort)     | Ehemaliges Kartäuserkloster, jetzt Germanisches Nationalmuseum                                                      | Gestiftet 1380, Umbau zum Museum ab 1857, nach Kriegszerstörung Wiederaufbau und Erweiterung nach Generalbebauungsplan von 1953, alle Nachkriegsbauten in Stahlbetonskelettbauweise, Flachdachbauten mit vorgehängten Naturstein- bzw. Glasfassaden, im Stil der Nachkriegsmoderne, nach Plänen von Harald Roth und Sep Ruf, 1955–71                                                                     | D-5-64-000-1102 | BW             |
| Kartäusergasse 7 (Standort)                                                                       | Ehemaliges Kartäuserkloster, jetzt Germanisches Nationalmuseum: Ehemalige Klosterkirche                             | Gotischer Sandsteinbau mit Satteldach und nicht eingezogenem Polygonalabschluss mit Strebepfeilern, um 1381, mit Sakristei, Nord- und Ostflügel des Großen Kreuzganges, daran anschließend drei Mönchshäuser und Teilen des Kleinen Kreuzganges mit Refektorium; zum Museum ausgebaut von August von Essenwein und Gustav von Bezold, 2. Hälfte 19. Jh.                                                  | D-5-64-000-1102 | weitere Bilder |
| Frauentormauer 36 (Standort)                                                                      | Ehemaliges Kartäuserkloster, jetzt Germanisches Nationalmuseum: Sogenannter Südwestbau                              | Dreigeschossiger, gotisierender Sandsteinquaderbau mit Satteldach, von Gustav von Bezold, um 1900 | D-5-64-000-1102 | weitere Bilder |
| Grasersgasse 4, 8 (Standort)                                                                      | Ehemaliges Kartäuserkloster, jetzt Germanisches Nationalmuseum: Museumsneubau                                       | Mit Eingangs- und Ehrenhalle, Lapidarium und Galeriebau, zweigeschossiger Natur- und Ziegelsteinbau, von German Bestelmeyer, 1914–20 | D-5-64-000-1102 | weitere Bilder |
| Kornmarkt 1 (Standort)                                                                            | Ehemaliges Kartäuserkloster, jetzt Germanisches Nationalmuseum: Sogenannter Heussbau                                | Lang gestreckter Flachdachbau, 1955–58 | D-5-64-000-1102 | weitere Bilder |
| Kartäusergasse 1 (Standort)                                                                       | Ehemaliges Kartäuserkloster, jetzt Germanisches Nationalmuseum: Bibliotheks- und Verwaltungsbau                     | 1960–64 | D-5-64-000-1102 | weitere Bilder |
| Kartäusergasse 11 (Standort)                                                                      | Ehemaliges Kartäuserkloster, jetzt Germanisches Nationalmuseum: Sogenannte Mittelalterhalle                         | Darin integriert Kleiner Kreuzgang des ehemaligen Klosterkomplexes, eingeschossiger Sandsteinquaderbau mit Flachdach, 1963–67 | D-5-64-000-1102 | weitere Bilder |
| Frauentormauer 34 (Standort)                                                                      | Ehemaliges Kartäuserkloster, jetzt Germanisches Nationalmuseum: Südbau für Musikinstrumente- und Volkskunstsammlung | 1963–68 | D-5-64-000-1102 | weitere Bilder |
| Grasersgasse 4 (Standort)                                                                         | Ehemaliges Kartäuserkloster, jetzt Germanisches Nationalmuseum: Werkstätten- und Wohngebäude                        | 1965–68 | D-5-64-000-1102 | weitere Bilder |
| Grasersgasse 10 (Standort)                                                                        | Ehemaliges Kartäuserkloster, jetzt Germanisches Nationalmuseum: Ostbau                                              | 1968/71 | D-5-64-000-1102 | weitere Bilder |
| Kartäusergasse 14 (Standort)                                                                      | Ehemaliges Geschäftshaus                                                                                            | Dreigeschossiger Sandsteinquaderbau, Mansarddach mit Blendgiebeln, Fassade mit Kupferappliken und Kacheln, Jugendstil, um 1908, heute Teil des Germanischen Nationalmuseums | D-5-64-000-958  | weitere Bilder |
| Kartäusergasse 14 (Standort)                                                                      | Gebäudeflügel | Zweigeschossiger Sandsteinbau, Satteldach mit Dacherker, reduzierter Neu-Nürnberger-Stil, nach Plänen von Ochsenmayer & Wißmüller 1907 | D-5-64-000-1076 | weitere Bilder |
| Kartäusergasse 20 (Standort)                                                                      | Portal | Sandstein-Einfassung mit Ornamentgiebel, Jugendstil, um 1910, an ehemaliger Kinderbewahranstalt St. Lorenz | D-5-64-000-959  | weitere Bilder |
| Kartäusertor 1 (Standort)                                                                         | Gaststätte, ehemals Tucherbräu am Opernhaus                                                                         | Eingeschossiger Dreiflügelbau mit Satteldächern und Zwerchhaus, errichtet an Stelle der Geschützhalle des Germanischen Nationalmuseums, von Otto Eberl, 1947–49, Geschützhalle von Gustav von Bezold, 1910 | D-5-64-000-4442 | weitere Bilder |
| Klaragasse 26 (Standort)                                                                          | Wohn- und Geschäftshaus                                                                                             | Dreigeschossiger Sandsteinquaderbau mit Mansarddach und Zwerchgiebel, Eisenkonstruktion im Erdgeschoss, neubarock, um 1890 | D-5-64-000-1017 | weitere Bilder |
| Knorrstraße 2 (Standort)                                                                          | Ehemaliges Wohnhaus, jetzt Gasthaus                                                                                 | Zweigeschossiger traufseitiger Sandsteinquaderbau mit Mansarddach, Zwerchhaus und Ecklisenen, an der Fassade Volutenzierat, spätbarock, 1777, Umbau zum Gasthaus 1897 | D-5-64-000-1043 | weitere Bilder |
| Königstormauer 15; Königstraße 93 (Standort)                                                      | Ehemaliges Künstlerhaus, seit 1967 Kulturzentrum                                                                    | Malerischer Gruppenbau, langgestreckter, zweigeschossiger Traufseitbau mit Satteldach, Schweifgiebeln, Zwerchhäusern mit Walmdächern und zweigeschossigem erhöhtem Querbau mit Steilsatteldach, Gesimsgliederung und Schweifgiebel, an der Nordseite dreigeschossiger Walmdachanbau, Nürnberger Neurenaissance, von Konradin Walther und Otto Seegy, 1906–10, nach Kriegsschäden instand gesetzt 1945/55 | D-5-64-000-1073 | weitere Bilder |
| Königstraße 3 (Standort)                                                                          | Bankgebäude | Langgestreckter vier-bis fünfgeschossiger Kalksteinmauerwerksbau, in neuklassizistischen Formen 1913–14 von Hans Müller errichtet, mit Umfassungsmauern des gotischen Ostchors der ehemaligen Franziskaner-Klosterkirche, 14. Jahrhundert | D-5-64-000-1053 | weitere Bilder |
| Königstraße 17 (Standort)                                                                         | Konsole einer Heiligenfigur                                                                                         | Heiliger Laurentius, in Kopie angebracht, wohl spätmittelalterlich; an Neubau | D-5-64-000-1054 | weitere Bilder |
| Königstraße 18 (Standort)                                                                         | Keller | Tonnengewölbte Anlage, 12./13. Jahrhundert, mit Mikwe | D-5-64-000-1055 | BW             |
| Königstraße 21; Lorenzer Platz 4 (Standort)                                                       | Bankgebäude | Langgestreckter drei- bis viergeschossiger Sandsteinquaderbau mit abgetreppten Blendgiebeln, in reduziert historisierenden Formen nach Plänen von Hans Max Mayer-Eming 1923–25 errichtet | D-5-64-000-1056 | weitere Bilder |
| Königstraße 33 (Standort)                                                                         | Ladenpassage | im Verlauf abgewinkelte Passage mit zweigeschossigen Geschäften und Rotunde, Karl Andersen, 1949–56; mit Ausstattung | D-5-64-000-4873 | weitere Bilder |
| Königstraße 33 (Standort)                                                                         | Zwei Figuren | Bronzeplastiken, links Noris mit Stadtwappen, rechts Fortuna mit Füllhorn, Entwurf Philipp Kittler, Guss Gustav Lenz, bezeichnet „1900“ | D-5-64-000-1057 | weitere Bilder |
| Königstraße 39 (Standort)                                                                         | Ehemaliges Hotel Kaiserhof                                                                                          | Ursprünglich viergeschossiger massiver Bau mit Sandsteinfassade, im Stil der italienischen Renaissance nach Plänen von Emil Hecht 1893/94 erbaut, 1980/1990 tiefgreifende Umbauten | D-5-64-000-1058 | weitere Bilder |
| Königstraße 40; Pfannenschmiedsgasse 5 (Standort)                                                 | Tugendbrunnen | Bronzesäule von Benedikt Wurzelbauer 1584–1589, Sandsteinbecken 19. Jahrhundert | D-5-64-000-1075 | weitere Bilder |
| Königstraße 41 (Standort)                                                                         | Wohn- und Geschäftshaus                                                                                             | Palaisartiger viergeschossiger Sandsteinquaderbau mit Mittelrisalit, im Stil der italienischen Hochrenaissance nach Plänen von Georg Friedrich Hildenbrand 1875/1876 errichtet, rückwärtiger zweigeschossiger Flügel, 1888–90, nach Kriegszerstörungen teilweise wiederaufgebaut nach 1945 | D-5-64-000-1059 | weitere Bilder |
| Königstraße 42, 44, 46, 48, 50, 52 (Standort)                                                     | Warenhaus | viergeschossiger Betonskelettbau mit Flugdach und darüber Dachgeschoss sowie umlaufenden Rasterfassaden aus Jura-Marmor und Glas, Franz Reichel und Robert Vogel, 1950, Erweiterung nach Südwesten und Erneuerung der Fassaden von Hermann Wunderlich, Reinhold Klüser und Herbert Lochmann, 1961- 62; Sandsteinsäule mit Relief „Der Rufer“, Karl Knappe, um 1950                                       | D-5-64-000-4085 | weitere Bilder |
| Königstraße 51 (Standort)                                                                         | Wohn- und Geschäftshaus                                                                                             | Viergeschossiger Sandsteinquaderbau mit Mansarddach, Zwerchgiebel mit Voluten, zweigeschossiger Fassadenerker und Gesimsgliederung, Neurenaissance, bezeichnet „1901“ | D-5-64-000-1060 | weitere Bilder |
| Königstraße 55 (Standort)                                                                         | Hotel Deutscher Kaiser                                                                                              | Viergeschossiger giebelständiger Sandsteinbau mit Steildach und Treppengiebel, in Formen der Nürnberger Neugotik nach Plänen von Konradin Walther 1888/89 errichtet, unter Verwendung des gotischen Chörleins des Vorgängerbaus, bezeichnet „1522“, mit viergeschossigem rückwärtigem Flügel | D-5-64-000-1061 | weitere Bilder |
| Königstraße 55 (Standort)                                                                         | Hausmadonna | Sandstein, von Adam Kraft, 1490/1500 | D-5-64-000-1061 | weitere Bilder |
| Königstraße 60 (Standort)                                                                         | Wohn- und Geschäftshaus                                                                                             | Dreigeschossiger Eckbau, Erdgeschoss massiv, Obergeschosse Eisenkonstruktion, malerische Dachaufbauten mit Fachwerk, in historisierenden Formen nach Plänen von Ochsenmayer & Wissmüller 1901 errichtet | D-5-64-000-1062 | weitere Bilder |
| Königstraße 61 (Standort)                                                                         | Wohn- und Geschäftshaus                                                                                             | Zweiflügeliger drei- bis viergeschossiger Sandsteinquader-Eckbau mit hohem Volutengiebel, Neurenaissance, nach Plänen von Adolf Kröck um 1890/1900 errichtet, teilweise wiederaufgebaut nach 1945 | D-5-64-000-1063 | weitere Bilder |
| Königstraße 65 (Standort)                                                                         | Ehemalige Bäckerei                                                                                                  | Dreigeschossiger traufständiger Sandsteinquaderbau, Steildach mit gotisierendem Dacherker, 1840, im Kern wohl älter | D-5-64-000-1065 | weitere Bilder |
| Königstraße 66 (Standort)                                                                         | Katholische Filialkirche St. Klara                                                                                  | Ehemalige Kirche des Klarissenklosters, Hallenkirche mit spätromanisch-frühgotischem Chor, durch Werkleute der Sebalder Bauhütte 1270–74 erbaut, Langhaus 1428–34 erhöht, seit 1854 katholische Filialkirche, Wiederherstellung nach Kriegsschäden 1948–53; mit Ausstattung | D-5-64-000-1064 | weitere Bilder |
| Königstraße 66 (Standort)                                                                         | Sogenannter Silberturm                                                                                              | Von den Klostergebäuden erhalten, zweigeschossiger Sandsteinbau mit Satteldach und Backsteinlisenengiebel, Anfang 16. Jahrhundert | D-5-64-000-1064 | weitere Bilder |
| Königstraße 70 (Standort)                                                                         | Wohn- und Geschäftshaus                                                                                             | Fünfgeschossiger Sandstein-Eckbau mit Walmdach, in neugotischen Formen nach Plänen von Emil Hecht 1900 errichtet, teilweise wiederaufgebaut nach 1945 | D-5-64-000-1066 | weitere Bilder |
| Königstraße 70 (Standort)                                                                         | Relief | Bildnis der Caritas Pirckheimer, um 1900 | D-5-64-000-1066 | weitere Bilder |
| Königstraße 74 (Standort)                                                                         | Hausfigur | Gusseiserner Ritter auf Konsole, bezeichnet „1899“ | D-5-64-000-1067 | weitere Bilder |
| Königstraße 75 (Standort)                                                                         | Evangelische Stadtpfarrkirche St. Martha                                                                            | 1365–85 als Kirche eines Pilgerspitals errichtet, 1526 profaniert, evangelisch-reformierte Kirche seit 1809, gotischer Sandsteinquaderbau, Hallenkirche, Langhaus mit Steilsatteldach und eingezogenem Chor mit 3/8-Abschluss, Mittelschiff mit Holztonnendecke, 1365–85, Holztonne 1729, Seitenschiffe Mitte 19. Jahrhundert; mit Ausstattung                                                           | D-5-64-000-1068 | weitere Bilder |
| Königstraße 76 (Standort)                                                                         | Wohn- und Geschäftshaus                                                                                             | Viergeschossiger Sandsteinquader-Eckbau mit abgewalmtem Satteldach, in Formen der Nürnberger Neugotik von Conrad Schultheiß 1895–1899 errichtet | D-5-64-000-1069 | weitere Bilder |
| Königstraße 79 (Standort)                                                                         | Evangelisches Pfarrhaus                                                                                             | Dreigeschossiger massiver Walmdachbau, neubarock, wohl um 1920 | D-5-64-000-1070 | weitere Bilder |
| Königstraße 79 (Standort)                                                                         | Relief | Mit Motiven der Meistersinger, um 1920 | D-5-64-000-1070 | weitere Bilder |
| Königstraße 80 (Standort)                                                                         | Hotel Victoria | Vier- bis fünfgeschossiger dreiflügeliger massiver Eckbau, Sandsteinquaderfassade mit Chörlein und rückwärtigem Treppenturm, in Formen der Nürnberger Neugotik von Hans Pylipp um 1897 errichtet | D-5-64-000-1071 | weitere Bilder |
| Königstraße 81 (Standort)                                                                         | Wohn- und Geschäftshaus                                                                                             | Fünfgeschossiger giebelständiger Sandsteinquaderbau, im Stil der Deutschen Renaissance, 1896 | D-5-64-000-1072 | weitere Bilder |
| Ecke Kolpinggasse (Standort)                                                                      | Brunnenschacht | Wohl mittelalterlich | D-5-64-000-960  | BW             |
| Kühnertsgasse 18 (Standort)                                                                       | Ehemaliges Handwerkerhaus                                                                                           | Seit 2011 Museum, dreigeschossiger, traufseitiger Fachwerkbau mit Frackdach, im Kern Stockwerksbau, dendro. dat. 1433, Aufstockung und Dach dendro. dat. um 1510, Fassadenveränderung und massive Erneuerung des Erdgeschosses wohl 19. Jahrhundert; mit Ausstattung | D-5-64-000-1155 | weitere Bilder |
| Kühnertsgasse 20 (Standort)                                                                       | Ehemaliges Handwerkerhaus                                                                                           | Seit 2011 Museum, zweigeschossiger, traufseitiger Satteldachbau mit Aufzugserker und Dachgaube sowie verputztem Fachwerkobergeschoss, errichtet dendro. dat. 1434, Erdgeschoss massiv erneuert | D-5-64-000-1156 | weitere Bilder |
| Kühnertsgasse 22 (Standort)                                                                       | Ehemaliges Handwerkerhaus                                                                                           | Seit 2011 Museum, dreigeschossiger, traufseitiger Fachwerkbau mit Satteldach und Aufzugserker, errichtet als Ständerbau dendro. dat. 1377, Dach dendro. dat. 1547, Aufstockung 1700, Erdgeschoss massiv erneuert; mit Ausstattung | D-5-64-000-1157 | weitere Bilder |

### L
| Lage                                                                                   | Objekt                                                                     | Beschreibung | Akten-Nr.       | Bild           |
| -------------------------------------------------------------------------------------- | -------------------------------------------------------------------------- | --- | --------------- | -------------- |
| Lorenzer Platz 1 (Standort)                                                            | Evangelisch-lutherische Pfarrkirche St. Lorenz                             | Hochgotische Pfeilerbasilika, dreischiffiger Sandsteinquaderbau mit Satteldach, Doppelturmfassade und erhöhtem, nicht eingezogenem Hallenchor mit 7/8-Abschluss und Schopfwalmdach, begonnen 1260/70 über Resten romanischer Vorgängerbauten, Westfassade um 1350/70, Seitenschiff-Erweiterung und Kapelleneinbauten bezeichnet „1391“, Chor von Konrad Heinzelmann, Konrad Roritzer und Jakob Grimm, 1439–77, Sakristeiumbau und Treppenturm im Chor wohl von Hans Beheim dem Älteren, 1517–19, Instandsetzungs- und Erneuerungsarbeiten 1903–07 und 1915/16, nach Teilzerstörung 1945 Wiederaufbau unter Regierungsbaumeister Julius Lincke bis 1952 und Architekt Georg Stolz bis 1965; mit Ausstattung | D-5-64-000-1217 | weitere Bilder |
| Lorenzer Platz 1 (am Nordturm der Lorenzkirche) (Standort)                             | Teufelsbrünnlein                                                           | Sandsteinbecken, neugotisch gestaltete Rückwand mit Rundpfeiler, Fiale, Wappen und figürlichen Darstellungen, 1888 nach dem Entwurf von Friedrich Wanderer | D-5-64-000-1220 | weitere Bilder |
| Lorenzer Platz 8, 10 (Standort)                                                        | Lorenzer Pfarrhof                                                          | Dreiflügeliger viergeschossiger Sandsteinquaderbau mit Satteldächern, Westflügel mit reichem neugotischen Dekor und Treppengiebel, 1843–1846 von Karl Alexander von Heideloff, Mittel- und Ostflügel 1953–55 von Julius Lincke mit erdgeschossiger Ladenzeile vereinfacht wieder aufgebaut, im Ostflügel Türgewände aus dem Heideloffschen Bau erhalten | D-5-64-000-1219 | weitere Bilder |
| Lorenzer Platz 12 (Standort)                                                           | Stuckdecke                                                                 | Von Carlo Moretti Brentano, 1675, ehemals im Rückflügel des Patrizierhauses von Grundherr | D-5-64-000-2974 | BW             |
| Lorenzer Straße 23 (Standort)                                                          | Bürgerhaus                                                                 | Massiver dreigeschossiger Satteldachbau, im Kern 1408 (dendrochronologisch datiert), Aufstockung und Austausch der traufseitigen Fachwerkwände durch Mauerwerk 1572 (dendrochronologisch datiert), Erweiterung 1888 | D-5-64-000-2518 | weitere Bilder |
| Lorenzer Straße 31 (Standort)                                                          | Eckhaus                                                                    | Stattlicher viergeschossiger Sandsteinquaderbau mit reicher Fassaden- und Dachgliederung im Neu-Nürnberger-Stil (Nürnberger Neugotik), Treppengiebel, Südostecke turmartig mit Spitzhelm und Scharwachttürmchen ausgebaut, an den Fassaden Sandsteinchörlein mit neugotischem Maßwerkdekor, hölzerne Dacherker mit Maßwerkbrüstungen und Spitzhelmen, 1890/91 als Hotel nach dem Entwurf von Georg Richter errichtet, Erdgeschoss und Dachzone zum Teil verändert | D-5-64-000-1222 | weitere Bilder |
| Lorenzer Straße 32 (Standort)                                                          | Ausstellungsgebäude, seit 1967 Kunsthalle Nürnberg                         | Zweigeschossiger Sandsteinquaderbau über L-förmiger Grundlinie und mit Walmdächern, an der Nordseite Eingangsportikus mit Säulen, Eckpilastern und Gebälk, südlich anschließend eingeschossige Ausstellungshallen mit verglasten Walmdächern, von Otto Seegy, 1912–13, nach Kriegsschäden vereinfachend instand gesetzt 1945–52; angebaut an die Mauern des Königstorzwingers | D-5-64-000-1223 | weitere Bilder |
| Lorenzer Straße 33 (Standort)                                                          | Eckhaus                                                                    | Pavillonartiger, breit gelagerter Sandsteinquaderbau, dreiseitig freistehender zweigeschossiger Bau mit Walmdach, bezeichnet „1913“, nach Plänen von Heinrich Wallraff und Otto Seegy, angebaut an nördlich anschließende Marientorzwingermauern, bezeichnet „1771“ | D-5-64-000-1224 | weitere Bilder |
| Ludwigsplatz 1 (Standort)                                                              | Wohn- und Geschäftshaus                                                    | Fünfgeschossiger massiver Mansarddachbau, reich ornamentierte Sandsteinfassade in Neubarockformen, 1900 | D-5-64-000-1231 | weitere Bilder |
| Ludwigsplatz 2 (Standort)                                                              | Wohn- und Geschäftshaus                                                    | Schmaler viergeschossiger Sandsteinquaderbau mit Mansarddach, Dacherker mit Schweifgiebel und Gauben, im Kern 17. Jahrhundert, Mansarddach mit Dacherker, um 1730 | D-5-64-000-1232 | weitere Bilder |
| Vordere Ledergasse 1 (Standort)                                                        | Rückgebäude                                                                | Dreigeschossiger traufseitiger Satteldachbau, Sandstein verputzt, im Kern 17. Jahrhundert, modernisiert | D-5-64-000-1232 | weitere Bilder |
| Ludwigsplatz 3 (Standort)                                                              | Wohn- und Geschäftshaus                                                    | Viergeschossiger Sandsteinquaderbau, in Formen der italienischen Renaissance um 1875/80 errichtet, teilweise wiederaufgebaut 1946; mit rückwärtigem viergeschossigem Seitenflügel | D-5-64-000-1233 | weitere Bilder |
| Ludwigsplatz 5 (Standort)                                                              | Wohn- und Geschäftshaus                                                    | Viergeschossiger verputzter Sandsteinquaderbau mit Satteldach, im Kern spätes 16./frühes 17. Jahrhundert, um 1850/60 mit gotisierenden Details umgebaut | D-5-64-000-1234 | weitere Bilder |
| Ludwigsplatz 9 (Standort)                                                              | Wohn- und Geschäftshaus                                                    | Viergeschossiger Sandsteinquaderbau mit Mansarddach, bezeichnet „1599“, Zwerchgiebel wohl letztes Viertel 19. Jahrhundert | D-5-64-000-1235 | weitere Bilder |
| Ludwigsplatz 19 (laut Flurstückszuordnung, tatsächlich aber am Jakobsplatz) (Standort) | Brunnen                                                                    | Sandsteinpfeiler mit Löwenkopf als Wasserspeier, klassizistisch, um 1840. Der Brunnen befindet sich nicht am Ludwigplatz, sondern am Jakobsplatz. | D-5-64-000-1241 | weitere Bilder |
| Ludwigsplatz 24 (Standort)                                                             | Kaufhaus, ehemaliges Kaufhaus Weißer Turm                                  | Viergeschossiger Stahlskelettbau mit Mansarddach, reich gegliederte Muschelkalkfassade mit erhöhtem Mittelrisalit und seitlichen Terrassen, neubarock, nach Plänen von Otto Schulz und Paul Bittorf 1911/12 errichtet | D-5-64-000-1237 | weitere Bilder |
| Ludwigstraße 51 (Standort)                                                             | Wohnhaus                                                                   | Dreigeschossiger traufseitiger Sandsteinquaderbau mit Steildach mit Aufzugserker, spätes 16. Jahrhundert | D-5-64-000-1242 | weitere Bilder |
| Ludwigstraße 60 (Standort)                                                             | Wohn- und Geschäftshaus                                                    | Viergeschossiger Sandsteinquaderbau, im Kern wohl 17. Jahrhundert, Ausbau mit reichem Zier- und Wohnerker in Neurenaissanceformen 1894 | D-5-64-000-1243 | weitere Bilder |
| Schlehengasse 17 (Standort)                                                            | Ehemaliges Wirtschaftsgebäude                                              | Dreigeschossiges Rückgebäude, Sandstein, 19. Jahrhundert | D-5-64-000-1243 | weitere Bilder |
| Ludwigstraße 62 (Standort)                                                             | Wohn- und Geschäftshaus                                                    | Schmaler viergeschossiger Satteldachbau mit Wohnerker, Sandsteinfassade in neugotischen Formen, nach Plänen von Ochsenmayer & Wißmüller 1898 errichtet | D-5-64-000-1244 | weitere Bilder |
| Schlehengasse 19 (Standort)                                                            | Wohnhaus                                                                   | Viergeschossiges Rückgebäude, Sandsteinbau, wohl 1898 | D-5-64-000-1244 | weitere Bilder |
| Ludwigstraße 63 (Standort)                                                             | Wohn- und Geschäftshaus                                                    | Viergeschossiger Sandsteinquaderbau, Satteldach mit Aufzugserker, frühes 17. Jahrhundert, mit rückwärtigem Fachwerkanbau und Treppenturm, dendrochronologisch datiert 1603 | D-5-64-000-1245 | BW             |
| Ludwigstraße 64 (Standort)                                                             | Wohn- und Geschäftshaus                                                    | Dreigeschossiger Sandsteinquaderbau mit Steildach, im Kern spätes 17. Jahrhundert, barockes Chörlein um 1710, verändert 1820/30 | D-5-64-000-1246 | weitere Bilder |
| Ludwigstraße 66 (Standort)                                                             | Wohn- und Geschäftshaus                                                    | Viergeschossiger Sandsteinquaderbau, Satteldach mit Aufzugserker, im Kern um 1580/90 (dendrochronologisch datiert 1353/54, 1504, 1604, 1764) | D-5-64-000-1247 | weitere Bilder |
| Ludwigstraße 68 (Standort)                                                             | Wohn- und Geschäftshaus                                                    | Viergeschossiger Sandsteinquaderbau mit Satteldach, Hofseite zum Teil Fachwerk, im Kern 17. Jahrhundert | D-5-64-000-1248 | weitere Bilder |
| Ludwigstraße 71 (Standort)                                                             | Gasthaus                                                                   | Viergeschossiger Sandsteinquaderbau mit Satteldach, im Kern 17. Jahrhundert, aufgestocktes drittes Obergeschoss und Dach mit Wohnerker 1921/22 | D-5-64-000-1249 | weitere Bilder |
| Ludwigstraße 72 (Standort)                                                             | Ehemaliges Brauereianwesen                                                 | Vierflügelige Anlage, stattlicher, viergeschossiger Sandsteinquaderbau mit Steilsatteldach, Zwerchgiebel, achteckigem Dachreiter und Dachgauben mit Zeltdächern, barock, 1684, Umbau um 1909; ehemaliger Brauereirückflügel siehe Schlehengasse 29 | D-5-64-000-1250 | weitere Bilder |
| Ludwigstraße 74 (Standort)                                                             | Ehemaliges Handwerkerhaus                                                  | Viergeschossiger Satteldachbau, Erdgeschoss und erstes Obergeschoss Sandstein, zweites und drittes Obergeschoss Fachwerk, im Kern zweite Hälfte 15. Jahrhundert | D-5-64-000-1251 | weitere Bilder |
| Ludwigstraße 75 (Standort)                                                             | Ehemaliges Gasthaus                                                        | Zweigeschossiger Sandsteinquaderbau mit Satteldach, im Kern 17. Jahrhundert, nach Kriegszerstörung Wiederherstellung bis 1956, mit angebautem Rückgebäude | D-5-64-000-1252 | weitere Bilder |
| Ludwigstraße 75 (Standort)                                                             | Hauszeichen                                                                | Gemalte Darstellung eines Hirschen mit plastischem Kopf, 17. Jahrhundert | D-5-64-000-1252 | weitere Bilder |
| Luitpoldstraße 5 (Standort)                                                            | Wohn- und Geschäftshaus, heute Teil des Neuen Museums für Kunst und Design | Viergeschossiger Sandsteinquaderbau mit Satteldach, in Neurenaissanceformen nach Plänen von Ochsenmayer & Wißmüller 1899 errichtet | D-5-64-000-1253 | weitere Bilder |
| Luitpoldstraße 7 (Standort)                                                            | Wohn- und Geschäftshaus                                                    | Viergeschossiger Satteldachbau, Sandsteinfassade mit zweigeschossigem Chörlein im Neu-Nürnberger-Stil, nach Plänen von Hans Müller um 1900, nach Kriegszerstörung Wiederherstellung um 1955 | D-5-64-000-1254 | weitere Bilder |
| Luitpoldstraße 8 (Standort)                                                            | Wohn- und Geschäftshaus                                                    | Viergeschossiger Sandsteinquaderbau, Mansarddach mit Blendgiebel, reiche Neubarock/Neurokoko-Fassade, an der Hofseite Steingalerien mit neugotischen Balustraden, nach Plänen von Konrad Heußinger 1902/03, wiederhergestellt 1946 | D-5-64-000-1255 | weitere Bilder |
| Luitpoldstraße 9 (Standort)                                                            | Wohn- und Geschäftshaus                                                    | Viergeschossiger Sandsteinquaderbau mit Mansarddach, Fassade mit Chörlein im Neu-Nürnberger-Stil, 1899, nach Kriegszerstörung wiederhergestellt 1946 | D-5-64-000-1256 | weitere Bilder |
| Luitpoldstraße 12 (Standort)                                                           | Wohn- und Geschäftshaus                                                    | Viergeschossiger Mansarddachbau in Eisenbetonbauweise, Fassade mit neugotischem Dekor, nach Plänen von Hermann Heinz 1899/1900 errichtet | D-5-64-000-1257 | weitere Bilder |
| Luitpoldstraße 14 (Standort)                                                           | Wohn- und Geschäftshaus                                                    | Viergeschossiger Mansarddachbau mit Zwerchhaus, Muschelkalkfassade mit Reliefdekor in historisierenden Jugendstilformen, nach Plänen von Peringer & Rogler 1909/10 | D-5-64-000-1259 | weitere Bilder |

### M
| Lage                                    | Objekt                                      | Beschreibung | Akten-Nr.       | Bild           |
| --------------------------------------- | ------------------------------------------- | --- | --------------- | -------------- |
| Marientorgraben 8 (Standort)            | Norishalle                                  | Errichtet als Museums-, Ausstellungs- und Verwaltungsbau für die bayerische Landesgewerbeanstalt, freistehender, zweiteiliger Gruppenbau mit Atrium, ein- bis dreigeschossiger Bau mit Flach- und Sheddächern, Sichtbeton- und Glasgliederung der Fassaden, zum Teil weit auskragende Obergeschosse, von Heinrich Graber (Fürth), 1965–67 | D-5-64-000-2384 | weitere Bilder |
| Mostgasse 1; Schlehengasse 2 (Standort) | Wohn- und Geschäftshaus                     | Stirnhaus, großer viergeschossiger Sandsteinquaderbau mit Mansardwalmdach, mit Blendgiebeln und turmähnlichen Eckerkern, im Neu-Nürnberger-Stil von Fritz Blessing, 1890/91 | D-5-64-000-1750 | weitere Bilder |
| Mostgasse 2 (Standort)                  | Ehemaliges Gasthaus zum Mondschein          | Dreigeschossiger Satteldachbau, Erdgeschoss Sandstein, Obergeschosse Fachwerk, bezeichnet 1566, Umbau um 1830 | D-5-64-000-1363 | weitere Bilder |
| Mostgasse 3 (Standort)                  | Handwerkerhaus                              | Dreigeschossiger Sandsteinquaderbau, Satteldach mit Giebelerker, im Kern 16./17. Jahrhundert, Fassade 1838 | D-5-64-000-1364 | weitere Bilder |
| Mostgasse 4 (Standort)                  | Handwerkerhaus                              | Dreigeschossiger Sandsteinquaderbau, im Kern 16. Jahrhundert, zweites Obergeschoss 1701 | D-5-64-000-1365 | weitere Bilder |
| Mostgasse 5 (Standort)                  | Handwerkerhaus                              | Schmaler viergeschossiger giebelständiger Sandsteinquaderbau, drittes Obergeschoss Fachwerk, im Kern 16./17. Jahrhundert | D-5-64-000-1366 | weitere Bilder |
| Mostgasse 6 (Standort)                  | Handwerkerhaus                              | Dreigeschossiger Bau, Erdgeschoss Sandstein, Obergeschosse verputzt, im Kern 15. bis 17. Jahrhundert, Fassade mit biedermeierlichem Dekor, wohl erste Hälfte 19. Jahrhundert | D-5-64-000-2328 | weitere Bilder |
| Mostgasse 7 (Standort)                  | Handwerkerhaus                              | Dreigeschossiger Satteldachbau mit Giebelerker, im Kern 17. Jahrhundert, verändert 1835 | D-5-64-000-1367 | weitere Bilder |
| Mostgasse 8 (Standort)                  | Handwerkerhaus                              | Zweigeschossiger Bau mit gestuftem Satteldach, Erdgeschoss Sandstein, Obergeschoss Fachwerk, im Kern dendrochronologisch datiert 1498, dendrochronologisch datiert 1776, Obergeschoss 1835 | D-5-64-000-1368 | weitere Bilder |
| Mostgasse 9 (Standort)                  | Ehemaliges Handwerkerhaus                   | Schmaler dreigeschossiger und massiver Satteldachbau mit breitem Giebelerker, im Kern Ende 16./Anfang 17. Jahrhundert, weitgehend neu errichtet 1844 | D-5-64-000-1369 | weitere Bilder |
| Mühlgasse 1; Hutergasse 2 (Standort)    | Ehemalige Mühle, sogenannte Almosmühle      | Ein- bis zweigeschossiger Sandsteinbau, 1814 auf Resten des Vorgängerbaus von 1617 erbaut, dendrochronologisch datiert 1423 und 1489 | D-5-64-000-1373 | weitere Bilder |
| Mühlgasse 2 (Standort)                  | Ehemaliges Beamtenhaus, dann Handwerkerhaus | Zweigeschossiger Fachwerkbau mit Sandsteinsockelgeschoss, im Kern erste Hälfte 16. Jahrhundert, angebautes Stübchen | D-5-64-000-1374 | weitere Bilder |
| Mühlgasse 3 (Standort)                  | Ehemaliges Müllerhaus                       | Viergeschossiger Sandsteinquaderbau mit Satteldach, rückseitig teilweise Fachwerk, Treppenturm, bezeichnet „1617“ | D-5-64-000-1375 | weitere Bilder |

### N
| Lage                      | Objekt      | Beschreibung                                                                          | Akten-Nr.       | Bild           |
| ------------------------- | ----------- | ------------------------------------------------------------------------------------- | --------------- | -------------- |
| Nonnengasse 16 (Standort) | Wappenstein | Spätgotisches Sandsteinrelief mit der Darstellung eines Wappenschildes mit Vogelmotiv | D-5-64-000-1405 | weitere Bilder |
| Nonnengasse 18 (Standort) | Wappenstein | Spätgotisches Sandsteinrelief mit Wappendarstellung                                   | D-5-64-000-1406 | weitere Bilder |

### O
| Lage                                                   | Objekt                                             | Beschreibung | Akten-Nr.       | Bild           |
| ------------------------------------------------------ | -------------------------------------------------- | --- | --------------- | -------------- |
| Obere Kreuzgasse 2 (Standort)                          | Ehemaliges Handwerkerhaus                          | Zwei- bis dreigeschossiger traufständiger Frackdachbau mit Dacherkern, Fachwerkobergeschoss auf Sandsteinquadersockel, mit rückwärtigem dreigeschossigem Seitenflügel, im Kern 16./17. Jahrhundert, Dacherker in Formen der Neurenaissance um 1900     | D-5-64-000-1428 | weitere Bilder |
| Obere Wörthstraße 2 (Standort)                         | Mietswohnhaus mit Gaststätte                       | viergeschossiger, dreiseitig freistehender Sandsteinquaderbau mit abgewalmtem Mansarddach, dreiseitigen Fassadenerkern mit Schweifgiebeln, rundem Eckerkerturm mit Haube und Dachgauben mit Zeltdächern, historistisch, von Georg Richter, 1898/99     | D-5-64-000-4129 | weitere Bilder |
| Obere Wörthstraße 5 (Standort)                         | Handwerkerhaus                                     | Schmaler viergeschossiger Satteldachbau, Sandstein und Fachwerk, im Kern 16. Jahrhundert, barockisiert im 18. Jahrhundert, umgebaut 1888 | D-5-64-000-1441 | weitere Bilder |
| Obere Wörthstraße 6 (Standort)                         | Bürgerhaus                                         | Viergeschossiger Satteldachbau mit Fachwerkobergeschossen, dendrochronologisch datiert 1407/08 und 1597/98, Dacherker 1828 | D-5-64-000-1442 | weitere Bilder |
| Obere Wörthstraße 6 (Standort)                         | Nebengebäude                                       | (Untere Wörthstraße) | D-5-64-000-1442 | weitere Bilder |
| Obere Wörthstraße 12 (Standort)                        | Bürgerhaus                                         | Viergeschossiger Sandsteinquaderbau, Satteldach mit Aufzugserker, im Kern 16. Jahrhundert, barockisiert 1666 | D-5-64-000-1445 | weitere Bilder |
| Obere Wörthstraße 14 (Standort)                        | Bürgerhaus                                         | Viergeschossiger Satteldachbau, massiv und Fachwerk, im Kern 16. Jahrhundert, Dacherker wohl 1881 | D-5-64-000-1446 | weitere Bilder |
| Obere Wörthstraße 16 (Standort)                        | Handwerkerhaus                                     | Schmaler viergeschossiger Satteldachbau, Erdgeschoss massiv, Obergeschosse Fachwerk, im Kern vor 1500 | D-5-64-000-1447 | weitere Bilder |
| Obere Wörthstraße 17 (Standort)                        | Bürgerhaus                                         | Doppelhaus aus zwei viergeschossigen Sandsteinquaderbauten, Satteldach mit Dacherkern, im Kern erste Hälfte 16. Jahrhundert, Ausbau im 17. Jahrhundert                                                                                                 | D-5-64-000-1448 | weitere Bilder |
| Obere Wörthstraße 18; Untere Wörthstraße 17 (Standort) | Bürgerhaus                                         | Doppelhaus aus zwei viergeschossigen Satteldachbauten, zweites und drittes Obergeschoss Fachwerk, dendrochronologisch datiert (Dach) und 1582 (Fachwerk), An- und Umbauten in Formen der Spätrenaissance 1627, Ausbau im 19. Jahrhundert               | D-5-64-000-1449 | weitere Bilder |
| Obere Wörthstraße 19 (Standort)                        | Bürgerhaus                                         | Viergeschossiger Sandsteinquaderbau mit Steilsatteldach und hölzernem Aufzugserker, rückwärtig Seitenflügel, im Kern vor 1500, Ausbau zweite Hälfte 16. und 17. Jahrhundert                                                                            | D-5-64-000-1450 | weitere Bilder |
| Obere Wörthstraße 20 (Standort)                        | Wohn- und Handwerkerhaus                           | Schmaler viergeschossiger Steildachbau, Nordseite Fachwerk verputzt, Südseite neugotische Sandsteinquaderfassade mit dreigeschossigem Fassadenerker mit Steilwalmdach, dendrochronologisch datiert 1418, teilweise Versteinerung 1687, Südfassade 1895 | D-5-64-000-1451 | weitere Bilder |
| Obere Wörthstraße 21 (Standort)                        | Bürgerhaus                                         | Viergeschossiger Satteldachbau, Erdgeschoss Sandstein, Obergeschosse mit dekorativem und konstruktivem Fachwerk, Hofseite mit Laubengang und Balustergalerie, im Kern dendrochronologisch datiert 1431/1434, Umbau dendrochronologisch datiert 1560    | D-5-64-000-1452 | weitere Bilder |
| Obere Wörthstraße 26; Unschlittplatz 7 a (Standort)    | Ehemaliger Kornspeicher, sogenanntes Unschlitthaus | Langgestreckter Sandsteinbau mit viergeschossigem Satteldach und Treppengiebel, erbaut von Hans Beheim dem Älteren 1490/91 | D-5-64-000-1969 | weitere Bilder |
| Ottostraße 23 (Standort)                               | Wohnhaus                                           | Zweigeschossiger Sandsteinquaderbau, zum Teil Fachwerk, Steildach mit Aufzugserker, im Kern um 1450 | D-5-64-000-1473 | weitere Bilder |
| Ottostraße 27 (Standort)                               | Mietshaus                                          | Viergeschossiger Satteldachbau mit Sandsteinquaderfassade, Neurenaissance, 1887 | D-5-64-000-1474 | weitere Bilder |
| Ottostraße 30 (Standort)                               | Handwerkerhaus                                     | Dreigeschossiger Sandsteinbau mit Satteldach, rückwärtig Altane, im Kern dendrochronologisch datiert 1597, erneuert 1847, aufgestockt um zweites Obergeschoss 1863                                                                                     | D-5-64-000-1475 | weitere Bilder |
| Ottostraße 32 (Standort)                               | Mietshaus                                          | Dreigeschossiger Sandsteinquaderbau mit dreigeschossigem Chörlein, in Neurenaissanceformen des Neu-Nürnberger-Stils, bezeichnet „1892“ | D-5-64-000-1476 | weitere Bilder |

### P
| Lage                               | Objekt                                   | Beschreibung | Akten-Nr.       | Bild           |
| ---------------------------------- | ---------------------------------------- | --- | --------------- | -------------- |
| Peter-Vischer-Straße 1 (Standort)  | Bürgerhaus                               | Dreigeschossiges Eckgebäude mit Halbwalmdach mit Dacherkern, verputzter Fachwerkbau auf hohem Sandsteinquadersockel mit vorkragenden Obergeschossen, ursprünglich zwei Einzelgebäude in einem Anwesen vereinigt, westliches Eckhaus nach 1429/30 (dendrochronologisch datiert), östliches Traufenhaus nach 1439/40 (dendrochronologisch datiert), Fassaden barock überformt, am Ostflügel erbauungszeitlicher Fenstererker erhalten | D-5-64-000-1516 | weitere Bilder |
| Peter-Vischer-Straße 3 (Standort)  | Bürgerhaus                               | Schmaler dreigeschossiger traufseitiger Fachwerkbau mit Sandsteinquadererdgeschoss, Mansarddach und Giebelgauben, dendrochronologisch datiert 1440/41, Veränderung dendrochronologisch datiert 1803/04 | D-5-64-000-1517 | weitere Bilder |
| Pfannenschmiedsgasse 24 (Standort) | Ehemaliges Zeughaus, heute Polizeirevier | Zweigeschossiger Sandsteinbau mit geschweiften Giebeln und zwei flankierenden halbrunden Türmen mit Kuppelhauben, im Kern von Stadtwerkmeister Hans Dietmair 1588, nach Kriegszerstörung wiederaufgebaut 1954/55 | D-5-64-000-1529 | weitere Bilder |
| Pfeifergasse 6 (Standort)          | Wohnhaus                                 | Dreigeschossiger Satteldachbau, massiv und Fachwerk, im Kern dendrochronologisch datiert 1551, Dacherker im Zuge eines Umbaus 1885 | D-5-64-000-1530 | weitere Bilder |
| Pfeifergasse 7 (Standort)          | Handwerkerhaus                           | Dreigeschossiger traufseitiger Satteldachbau mit Zwerchgiebel, massivem Erdgeschoss und Fachwerkobergeschossen, zweites Obergeschoss vorspringend, im Kern dendrochronologisch datiert 1432, Umbau 1562, Aufstockung 1872/73 | D-5-64-000-1531 | weitere Bilder |
| Pfeifergasse 7 (Standort)          | Wirtschaftsgebäude                       | Kleiner zweigeschossiger Pultdachbau, dendrochronologisch datiert 1562 | D-5-64-000-1531 | BW             |
| Pfeifergasse 8 (Standort)          | Handwerkerhaus                           | Dreigeschossiger Satteldachbau, Erdgeschoss Sandstein, Obergeschoss Fachwerk, Aufzugserker, im Kern 16. Jahrhundert | D-5-64-000-1532 | weitere Bilder |
| Pfeifergasse 9 (Standort)          | Handwerkerhaus                           | Dreigeschossiger Satteldachbau, massiv und Fachwerk, im Kern dendrochronologisch datiert 1401 (Fachwerk) und dendrochronologisch datiert 1619 (Dach), verändert im 18. Jahrhundert | D-5-64-000-1533 | weitere Bilder |
| Pfeifergasse 10 (Standort)         | Ehemaliger Getreidespeicher              | Dreigeschossiger Steildachbau mit Aufzugsgaube, Erdgeschoss Sandstein, Obergeschosse Fachwerk, um 1550 | D-5-64-000-1534 | weitere Bilder |
| Pfeifergasse 17 (Standort)         | Handwerkerhaus                           | Zweigeschossiger traufseitiger Massivbau mit Steilsatteldach und stehenden Satteldachgauben, dendrochronologisch datiert 1517 | D-5-64-000-1535 | weitere Bilder |

### S
| Lage                             | Objekt | Beschreibung | Akten-Nr.       | Bild |
| -------------------------------- | --- | --- | --------------- | --- |
| Schlehengasse 6 (Standort)       | Mietshaus | Viergeschossiger Mansarddachbau, Sandsteinquaderfassade mit zweigeschossigem Chörlein, neubarock, um 1890 | D-5-64-000-1751 | weitere Bilder |
| Schlehengasse 7 (Standort)       | Handwerkerhaus | Dreigeschossiger Sandsteinquaderbau, Satteldach mit Aufzugserker, im Kern 17. Jahrhundert | D-5-64-000-1752 | weitere Bilder |
| Schlehengasse 8 (Standort)       | Handwerkerhaus | Dreigeschossiger Satteldachbau, Erdgeschoss massiv, Obergeschosse Fachwerk, im Kern dendrochronologisch datiert 1465, Aufstockung 18. Jahrhundert | D-5-64-000-1753 | weitere Bilder |
| Schlehengasse 11 (Standort)      | Wohnhaus | Zweigeschossiger massiver Mansarddachbau, im Kern zwei Häuser des 16./17. Jahrhundert, verändert erste Hälfte 19. Jahrhundert | D-5-64-000-1754 | weitere Bilder |
| Schlehengasse 13 (Standort)      | Wohnhaus | Dreigeschossiger verputzter Sandsteinbau, Satteldach mit Aufzugserker, im Kern zweite Hälfte 16. Jahrhundert, verändert erste Hälfte 19. Jahrhundert                                                                                                 | D-5-64-000-2726 | weitere Bilder |
| Schlehengasse 15 (Standort)      | Handwerkerhaus | Ehemalige Bäckerei, viergeschossiger Steildachbau mit Aufzugserker, Erdgeschoss und erstes Obergeschoss Sandstein, im Kern dendrochronologisch datiert 1498, Fachwerkobergeschosse 1820                                                              | D-5-64-000-1755 | weitere Bilder |
| Schlehengasse 21 (Standort)      | Wohnhaus | Dreigeschossiger Sandsteinquaderbau, rückseitige Obergeschosse Fachwerk, Satteldach mit Aufzugserker, um 1580 | D-5-64-000-1757 | weitere Bilder |
| Schlehengasse 23 (Standort)      | Handwerkerhaus | Schmaler dreigeschossiger Sandsteinbau mit Satteldach, rückwärtig zum Teil Fachwerk, im Kern 16./17. Jahrhundert, Umbau in spätbiedermeierlichen Formen 1840/50                                                                                      | D-5-64-000-1758 | weitere Bilder |
| Schlehengasse 25 (Standort)      | Handwerkerhaus | Dreigeschossiger massiver Traufseitbau mit Satteldach und breitem Dacherker, im Kern Ende 16./Anfang 17. Jahrhundert | D-5-64-000-1759 | weitere Bilder |
| Schlehengasse 29 (Standort)      | Wohnhaus | Breiter dreigeschossiger Sandsteinquaderbau mit Mansarddach, Dachgauben und Aufzugsgaube, bezeichnet „1666“, Umbau nach 1885; ehemaliger Brauereiflügel von Ludwigstraße 72                                                                          | D-5-64-000-1760 | weitere Bilder |
| Schlehengasse 31 (Standort)      | Ehemaliges Brauereigebäude                                                                                         | Dreigeschossiger Sandsteinquaderbau mit abgewalmtem Satteldach, bezeichnet „1699“ | D-5-64-000-1910 | weitere Bilder |
| Schlotfegergasse 1 (Standort)    | Bürgerhaus | Dreigeschossiger Satteldachbau mit Dacherker, Fachwerkobergeschosse verputzt, im Kern 17. Jahrhundert, umgebaut 18. Jahrhundert | D-5-64-000-1765 | weitere Bilder |
| Schlotfegergasse 3, 5 (Standort) | Zinshäuser | Komplex aus zwei dreigeschossigen massiven Satteldachbauten, im Kern dendrochronologisch datiert 1444 und 1560 (Schlotfegergasse 5) bzw. 1599 (Schlotfegergasse 3), zusammengefasst wohl 1670, Fassade und Dachgeschoss in Neurenaissanceformen 1895 | D-5-64-000-1766 | weitere Bilder |
| Schlotfegergasse 6 (Standort)    | Ehemalige Bierkelleranlage, dann Befehlsstelle der örtlichen Leitung des Luftschutzes, sogenannter Palmenhofbunker | Umfangreiche tonnengewölbte Raumgruppe in Ziegelmauerwerk, wohl von 1861, umgebaut zur Befehlsstelle 1939/40 | D-5-64-000-2455 | Ehemalige Bierkelleranlage, dann Befehlsstelle der örtlichen Leitung des Luftschutzes, sogenannter Palmenhofbunker |
| Schlotfegergasse 7, 9 (Standort) | Ehemaliges Wirtschaftsgebäude eines Gasthausanwesens                                                               | Schmaler langgestreckter dreigeschossiger Steildachbau mit Fachwerkobergeschossen und Aufzugserker, bezeichnet „1564“ | D-5-64-000-1767 | weitere Bilder |
| Schlotfegergasse 34 (Standort)   | Ehemalige Scheune, heute Wohn- und Geschäftshaus                                                                   | Dreigeschossiger Sandsteinbau mit Satteldach und Aufzugserker, im Kern wohl von 1628, nach 1865 Ausbau zum Wohnhaus | D-5-64-000-1768 | BW |
| Schlotfegergasse 36 (Standort)   | Bürgerhaus | Viergeschossiger Mansarddachbau, Sandstein und Fachwerk, erste Hälfte 17. Jahrhundert, Ausbau wohl Ende 19. Jahrhundert | D-5-64-000-2346 | weitere Bilder |
| Schlotfegergasse 38 (Standort)   | Bürgerhaus | Dreigeschossiger Sandsteinquaderbau, flaches Satteldach mit Zwerchhaus, im Kern 17. Jahrhundert, Anbau und Erneuerung 1854 | D-5-64-000-1769 | weitere Bilder |
| Schlotfegergasse 40 (Standort)   | Bürgerhaus | Schmaler dreigeschossiger Sandsteinquaderbau mit Satteldach, 1840 | D-5-64-000-1770 | weitere Bilder |
| Schottengasse 1 (Standort)       | Ehemaliges Handwerkerhaus                                                                                          | Zweigeschossiger Satteldachbau mit breitem Zwerchhaus, Erdgeschoss Sandstein, Obergeschoss Fachwerk, 16./17. Jahrhundert, Umbau 1870 | D-5-64-000-1796 | weitere Bilder |

### T
| Lage                       | Objekt     | Beschreibung | Akten-Nr.       | Bild           |
| -------------------------- | ---------- | --- | --------------- | -------------- |
| Theatergasse 13 (Standort) | Bürgerhaus | Viergeschossiger Traufseitbau mit Satteldach, Fachwerkgebäude mit Sandsteinfassade, im Kern zwei Häuser des 16. Jahrhunderts, barocke Bereicherung im späten 17. Jahrhundert und Holzchörlein um 1700/10, 1864 Vereinigung der beiden Häuser durch Aufstockung des nördlichen Gebäudes sowie Aufbau des Giebelerkers und der Dachgauben | D-5-64-000-1940 | weitere Bilder |
| Theatergasse 17 (Standort) | Bürgerhaus | Viergeschossiger verputzter Traufseitbau mit steilem Satteldach, Dacherker mit vorkragendem Walmdach, ursprünglich zweigeschossiger Bau um 1500, Aufstockung und barocke Bereicherung zweite Hälfte 17. Jahrhundert und 19. Jahrhundert, neubarockes Holzchörlein von 1907                                                              | D-5-64-000-1941 | weitere Bilder |

### U
| Lage                                            | Objekt                                                 | Beschreibung | Akten-Nr.                | Bild           |
| ----------------------------------------------- | ------------------------------------------------------ | --- | ------------------------ | -------------- |
| Unschlittplatz (Standort)                       | Brunnenfigur des sogenannten Dudelsackpfeifer-Brunnens | Bronzefigur, Guss von Christoph Lenz, 1880 | D-5-64-000-1973          | weitere Bilder |
| Unschlittplatz 1 (Standort)                     | Wohn- und Geschäftshaus                                | Viergeschossiger Mansarddachbau in der Art eines barocken Adelspalais mit reich gegliederten Sandsteinfassaden, Mitte 18. Jahrhundert, aufgestockt um drittes Obergeschoss 1860 | D-5-64-000-1965          | weitere Bilder |
| Unschlittplatz 3 (Standort)                     | Ehemaliges Handwerkerhaus                              | Viergeschossiger massiver Bau, Sandstein und Fachwerk, im Kern 1455 (dendrochronologisch datiert), aufgestockt um drittes Obergeschoss um 1873 | D-5-64-000-1966          | weitere Bilder |
| Unschlittplatz 5 (Standort)                     | Bürgerhaus                                             | Dreigeschossiger Sandstein-Eckbau mit Mansarddach, mit reich gegliederten Fassaden in Formen des Rokoko, im Kern nach 1598 (dendrochronologisch datiert), Wiederaufbau nach Brand Mitte 18. Jahrhundert, teilweise umgestaltet zur Biedermeierzeit um 1840 | D-5-64-000-1967          | weitere Bilder |
| Unschlittplatz 7 (Standort)                     | Bürgerhaus                                             | Dreigeschossiger massiver Eckbau mit Satteldach und Zwerchhaus, im Kern wohl Mitte 18. Jahrhundert, nach Brand 1852 ausgebaut, mit zweigeschossigem Seitenflügel | D-5-64-000-1968          | weitere Bilder |
| Unschlittplatz 8 (Standort)                     | Bürgerhaus                                             | Viergeschossiger Eckbau, Erdgeschoss Sandstein, Obergeschosse Fachwerk, im Kern erste Hälfte 15. Jahrhundert, Anbau Mitte 16. Jahrhundert, aufgestockt um drittes Obergeschoss wohl 19. Jahrhundert | D-5-64-000-1970          | weitere Bilder |
| Unschlittplatz 10 (Standort)                    | Handwerkerhaus                                         | Viergeschossiger Sandsteinquaderbau, im Kern 16. bis 18. Jahrhundert | D-5-64-000-1971          | weitere Bilder |
| Unschlittplatz 12 (Standort)                    | Handwerkerhaus                                         | Viergeschossiger Eckbau, Erdgeschoss und Teile des ersten Obergeschosses Sandstein, Obergeschosse Fachwerk, im Kern 17. Jahrhundert | D-5-64-000-1972          | weitere Bilder |
| Unterer Bergauerplatz 12 (Standort)             | Hausfigur                                              | Farbig gefasste Sandsteinfigur der Muttergottes mit Jesuskind und Zepter, auf reich profilierter Sandsteinkonsole, wohl 15. Jahrhundert | D-5-64-000-1999          | weitere Bilder |
| Untere Kreuzgasse 2 (Standort)                  | Kopfbau                                                | Viergeschossiger verputzter Satteldachbau mit Dacherkern, weitgehend versteinerte Fachwerkobergeschosse auf Sandsteinquadersockel, um 1469/1470 (dendrochronologisch datiert), Umbauten um 1600 und erste Hälfte 18. Jahrhundert, weitere Umbauten und Aufstockung drittes Obergeschoss mit Dacherkern 1840                                                             | D-5-64-000-1993          | weitere Bilder |
| Untere Kreuzgasse 4 (Standort)                  | Bürgerhaus                                             | Langgestreckter dreigeschossiger Traufseitbau mit Satteldach, Fachwerkobergeschosse auf Sandsteinquadersockel, um 1469/70 (dendrochronologisch datiert), ursprünglich wohl drei Einzelgebäude in einem Baukörper vereinigt, größere Umbauten bezeichnet „1687“, zur Pegnitz Laubengänge wohl des späten 17. Jahrhunderts                                                | D-5-64-000-1995          | weitere Bilder |
| Untere Kreuzgasse 5 (Standort)                  | Bürgerhaus                                             | Zwei dreigeschossige, im 17. Jahrhundert verbundene Massivbauten mit Satteldächern (dendrochronologische Datierungen 1614/15, Teile 1592/93), barock bereichert, nordseitig Holzchörlein um 1730, wesentliche Umbauten Mitte 19. Jahrhundert, ehemalige Nr. 3 weitgehender Nachkriegswiederaufbau: rückseitig polygonaler Fachwerktreppenturm wohl des 17. Jahrhunderts | D-5-64-000-1994          | weitere Bilder |
| Untere Kreuzgasse 29, 33 (Standort)             | Haupthaus eines ehemaligen Hofanwesens                 | Viergeschossiger, annähernd quadratischer Sandsteinquaderbau mit Walmdach, nordseitig schmaler Fachwerkanbau, im Kern nach 1556 (dendrochronologisch datiert), Umbauten 18. Jahrhundert und letztes Viertel 19. Jahrhundert, Aufstockung drittes Obergeschoss um 1893                                                                                                   | D-5-64-000-1997          | weitere Bilder |
| Untere Kreuzgasse 35, Westtormauer 7 (Standort) | Ehemaliger Stadel                                      | Langgestreckter zweigeschossiger Satteldachbau mit Schopfwalm und Lastenaufzug, giebelständiger Sandsteinquaderbau mit Fachwerkgiebeln, um 1581–88 (dendrochronologisch datiert), Erdgeschossumbau um 1727, wesentliche Umbauten um 1900 und 1913 | D-5-64-000-1998          | weitere Bilder |
| Untere Wörthstraße 7 (Standort)                 | Bürgerhaus                                             | Viergeschossiger Sandsteinquaderbau, drittes Obergeschoss Fachwerk, Satteldach mit Dacherkern, im Kern Ende 16. Jahrhundert, umgestaltet im 17. Jahrhundert und 19. Jahrhundert | D-5-64-000-1444          | weitere Bilder |
| Untere Wörthstraße 7 (Standort)                 | Wohnhaus                                               | Zweigeschossiger giebelständiger Sandsteinquaderbau mit Satteldach, Mitte 18. Jahrhundert, verändert um 1840 | D-5-64-000-2006 Wikidata | weitere Bilder |
| Untere Wörthstraße 8 (Standort)                 | Ehemaliges Fischerhaus                                 | Dreigeschossiger traufseitiger Satteldachbau mit Sandsteinquadererdgeschoss, Fachwerkobergeschossen und Fachwerk-Aufzugserker, im Kern 15. Jahrhundert, Fachwerk der Obergeschosse wohl 19. Jahrhundert, rückwärtig angebaut zwei Seitenflügel | D-5-64-000-2007 Wikidata | weitere Bilder |
| Untere Wörthstraße 9 (Standort)                 | Handwerkerhaus                                         | Dreigeschossiger giebelständiger Satteldachbau, im Kern 15. Jahrhundert, Umbau bezeichnet „1621“, Fachwerk der Obergeschosse 18./19. Jahrhundert | D-5-64-000-2008 Wikidata | weitere Bilder |
| Untere Wörthstraße 10 (Standort)                | Ehemaliges Fischerhaus                                 | Viergeschossiger traufseitiger Sandsteinquaderbau mit Satteldach und Fachwerk-Zwerchhaus mit Satteldach, im Kern 17. Jahrhundert, drittes Obergeschoss und Giebelerker 1864 | D-5-64-000-2009          | weitere Bilder |
| Untere Wörthstraße 14 (Standort)                | Handwerkerhaus                                         | Dreigeschossiger Eckbau, Erdgeschoss massiv, Obergeschosse Fachwerk, im Kern 18. Jahrhundert, nach Kriegszerstörung im Zweiten Weltkrieg wiederaufgebaut | D-5-64-000-2010          | weitere Bilder |

### V
| Lage                             | Objekt                  | Beschreibung | Akten-Nr.       | Bild           |
| -------------------------------- | ----------------------- | --- | --------------- | -------------- |
| Vordere Ledergasse 2 (Standort)  | Kaufmannsanwesen        | Vierflügelige Anlage: Wohn- und Geschäftshaus, dreigeschossiger massiver Satteldachbau, im Kern 16. Jahrhundert, barockisiert um 1740, Umbau um 1820/30 und 1880/90, mit zwei rückwärtigen Seitenflügeln | D-5-64-000-2059 | weitere Bilder |
| Josephsplatz 32 (Standort)       | Kaufmannsanwesen        | Scheune, mächtiger dreigeschossiger Fachwerkbau mit Steildach, im Kern 15. Jahrhundert | D-5-64-000-2059 | weitere Bilder |
| Vordere Ledergasse 8 (Standort)  | Ehemaliges Gerberhaus   | Viergeschossiger massiver Traufseitbau mit Satteldach, dendrochronologisch datiert 1410/11, zweites Obergeschoss dendrochronologisch datiert 1438/39, drittes Obergeschoss mit Dacherker und Chörlein an der Fassade 1889 Mittelgebäude: viergeschossiger Satteldachbau, dendrochronologisch datiert 1556/58, drittes Obergeschoss jünger Seitenflügel: viergeschossiger Pultdachbau, dendrochronologisch datiert 1580/81, drittes Obergeschoss jünger | D-5-64-000-2060 | weitere Bilder |
| Vordere Sterngasse 1 (Standort)  | Erker                   | Zwei zweigeschossige Sandsteinerker, Neurenaissance, bezeichnet „1892“; an Wohn- und Geschäftshaus | D-5-64-000-2061 | weitere Bilder |
| Vordere Sterngasse 11 (Standort) | Wohn- und Geschäftshaus | Dreigeschossiger Mansarddachbau mit seitlichen Zwerchhäusern und mittigem dreigeschossigem Chörlein, Sandsteinfassade in Neurenaissanceformen, um 1900 | D-5-64-000-2062 | weitere Bilder |

### W
| Lage                    | Objekt                                                | Beschreibung | Akten-Nr.       | Bild           |
| ----------------------- | ----------------------------------------------------- | --- | --------------- | -------------- |
| Wespennest 9 (Standort) | Wohnhaus                                              | Dreigeschossiger langgestreckter Traufseitbau mit Satteldach, Schlepp- und Giebelgauben, Erdgeschoss Sandstein verputzt, Obergeschosse Fachwerk verputzt, im Kern wohl 18. Jahrhundert, 1820 von L’Allemand völlig umgebaut | D-5-64-000-2126 | weitere Bilder |
| Westtor 2 (Standort)    | Altersheim am Kettensteg: Kopfbau                     | Zweigeschossiger Sandsteinquaderbau mit Walmdach, 20. Jahrhundert, siehe auch Stadtbefestigung | D-5-64-000-2129 | weitere Bilder |
| Westtor 2 (Standort)    | Altersheim am Kettensteg: Sandsteinquader-Einfriedung | Mit Toröffnung | D-5-64-000-2129 | weitere Bilder |
| Westtor 2 (Standort)    | Altersheim am Kettensteg                              | Anschließend an Kopfbau langgestreckte Gebäude des Altersheims, eingeschossige Sandsteinquaderbauten mit Satteldächern, rückseitig an die Stadtmauer angebaut, 20. Jahrhundert                                              | D-5-64-000-2129 | weitere Bilder |

### Z
| Lage                              | Objekt                                     | Beschreibung | Akten-Nr.       | Bild           |
| --------------------------------- | ------------------------------------------ | --- | --------------- | -------------- |
| Zirkelschmiedsgasse 26 (Standort) | Ehemaliges Bürgerhaus, jetzt Gasthaus      | Eckbau bestehend aus zwei zusammengefassten Satteldachbauten, Erdgeschoss Sandstein, Obergeschoss zum Teil Fachwerk, im Kern 16./17. Jahrhundert, überarbeitet 1873 | D-5-64-000-2219 | weitere Bilder |
| Zirkelschmiedsgasse 28 (Standort) | Bürgerhaus                                 | Dreigeschossiger Steildachbau mit Zwerchgiebel, Sandstein und Fachwerk, bezeichnet „1560“                                                                           | D-5-64-000-2220 | weitere Bilder |
| Zirkelschmiedsgasse 30 (Standort) | Ehemaliger Getreidespeicher, dann Mälzerei | Sandsteinquaderbau mit Fachwerkgiebel, Steildach mit weit vorkragendem Schopf, dendrochronologisch datiert 1422, Umbau dendrochronologisch datiert 1557 und 1629    | D-5-64-000-2221 | weitere Bilder |

## Ehemalige Baudenkmäler
In diesem Abschnitt sind Objekte aufgeführt, die früher einmal in der Denkmalliste eingetragen waren, jetzt aber nicht mehr. Objekte, die in anderem Zusammenhang – also z. B. als Teil eines Baudenkmals – weiter eingetragen sind, sollen hier nicht aufgeführt werden. Aktennummern in diesem Abschnitt sind ehemalige, jetzt nicht mehr gültige Aktennummern.

| Lage                           | Objekt       | Beschreibung                               | Akten-Nr.       | Bild         |
| ------------------------------ | ------------ | ------------------------------------------ | --------------- | ------------ |
| Obere Wörthstraße 8 (Standort) | Aufzugserker | Mit vorkragendem abgewalmtem Dach, um 1600 | D-5-64-000-1443 | Aufzugserker |